# Марано-Тічино
Марано-Тічино (італ. Marano Ticino, п'єм. Maren) — муніципалітет в Італії, у регіоні П'ємонт,  провінція Новара.
Марано-Тічино розташоване на відстані близько 520 км на північний захід від Рима, 100 км на північний схід від Турина, 21 км на північ від Новари.
Населення — 1556 осіб (2014).
Щорічний фестиваль відбувається 16 липня. Покровитель — Madonna del Carmine.

## Демографія
Населення за роками:

Станом на 1 січня 2023 року в муніципалітеті офіційно проживало 89 іноземців з 16 країн, серед них 13 громадян країн Євросоюзу та 10 громадян України.

## Сусідні муніципалітети
- Дівіньяно
- Меццомерико
- Оледжо
- Помбія
- Віццола-Тічино